# Stinsford
Stinsford – wieś w Anglii, w hrabstwie Dorset. Leży 3 km na północny wschód od miasta Dorchester i 182 km na południowy zachód od Londynu.